# 연구개 비음
연구개 비음(軟口蓋鼻音)은 자음의 하나로 연구개에서 조음되는 비음이다.

## 분포
Anderson(2008)에 따르면, 전 세계 469개 언어 가운데 234개 언어(전체 언어의 약 49.89%)에서 이 발음이 별도의 음운으로 존재하며, 이 가운데 이 발음이 첫소리와 끝소리 모두에 오는 언어는 147개(약 62.82%), 끝소리에만 오는 언어는 87개(약 37.18%)라고 한다. 지리상으로 보면 이 음운은 아메리카 원주민 언어, 캅카스 제어, 중동 지역에는 없지만 동아시아, 동남아시아, 사하라 이남 아프리카, 오스트레일리아 원주민 언어, 폴리네시아어군 등에는 흔하다.

## 발음의 예
| 언어 | 문자                                                    |
| --- | ------------------------------------------------------- |
| 한국어 | 받침 ㅇ(뒤에 /i, j/가 오지 않을 때만)                   |
| 영어 | ng(음절 말에서만)                                       |
| 독일어 | ng(형태소 경계에 있을 때는 제외)                        |
| 총가어 | n'(평음), n'h(유기음), n'w(순음화), n'hw(순음화 유기음) |
| 표준 중국어, 간어의 창두 방언, 하카어, 광둥어, 차오저우어, 눠쑤어, 우어, 푸셴어(병음)                                                                                              | ng                                                      |
| 네덜란드어, 노르웨이어, 아이티어, 말레이어, 아프리칸스어, 우즈베크어, 덴마크어, 스웨덴어, 야칸어, 룩셈부르크어, 쇼나어, 세부아노어, 타갈로그어, 마오리어, 소토어, 통가어, 웨일스어 | ng                                                      |
| 베트남어 | ngh·ng(첫소리), ng(끝소리, 'u, ô, o' 뒤는 제외)         |
| 스와힐리어, 코사어, 키쿠유어, 야오어 | ng'                                                     |
| 남은데벨레어, 북은데벨레어 | ngh                                                     |
| 피지어, 사모아어, 라파누이어 | g                                                       |
| 오리야어 | ଙ                                                       |
| 태국어 | ง                                                       |
| 아삼어, 벵골어 | ঙ, ং                                                     |
| 신드어 | ڱ                                                       |
| 밤바라어, 소닝케어, 줄라어 | ŋ                                                       |
| 크메르어 | ង, ្ង                                                    |
| 이누크티투트어 | ᙰ, ᖏ, ᖐ, ᖑ, ᖒ, ᖓ, ᖔ, ᖕ, ᙱ, ᙲ, ᙳ, ᙴ, ᙵ, ᙶ, ᖖ의 첫소리    |

## 같이 보기
- Ŋ